# Ташаххуд
Ташаххуд (араб. تشهد‎ — свидетельство) или Ат-Тахият (араб. التحيات‎ — приветствие) — молитва, произносимая во время намаза после второго суджуд, во втором и последнем ракаате.

## Суннитская традиция

### Ханафитский и ханбалитский мазхабы
Версия, приписываемая Абдуллаху ибн Масуду, используется мусульманами-суннитами как ханафитского, так и ханбалитского мазхабов, а также среди мусульман-ибадитов, не являющихся суннитами: 

ٱلتَّحِيَّاتُ لِلَّٰهِ وَٱلصَّلَوَاتُ وَٱلطَّيِّبَاتُۘ ٱلسَّلَامُ عَلَيْكَ أَيُّهَا ٱلنَّبِيُّ وَرَحْمَةُ ٱللَّٰهِ وَبَرَكَاتُهُۘ ٱلسَّلَامُ عَلَيْنَا وَعَلَىٰ عِبَادِ ٱللَّٰهِ ٱلصَّالِحِينَۘ أَشْهَدُ أَنْ لَا إِلَٰهَ إِلَّا ٱللَّٰهُ وَأَشْهَدُ أَنَّ مُحَمَّدًا عَبْدُهُ وَرَسُولُهُ
at-taḥīyātu li-llāhi, wa-ṣ-ṣalawātu wa-ṭ-ṭayyibātu. as-salāmu ʿalayka ayyuhā n-nabīyu wa-raḥmatu -llāhi wa-barakātuhu. as-salāmu ʿalaynā wa-ʿalā ʿibādi -llāhi ṣ-ṣāliḥīna. ʾashhadu ʾal lā ʾilāha ʾillā -llāhu wa-ʾashhadu ʾanna muḥammadan ʿabduhū wa-rasūluhu.
Приветствия Аллаху, молитвы и лучшие слова. Мир тебе, о Пророк, и Милость Аллаха и Его благословение. Мир нам и благочестивым рабам Аллаха. Свидетельствую, что нет божества, кроме Аллаха, и свидетельствую, что Мухаммад — Его раб и Посланник.

### Маликитский мазхаб
Версия, приписываемая Умару, используется Маликитским мазхабом: 

ٱلتَّحِيَّاتُ لِلَّٰهِۚ ٱلزَّاكِيَاتُ لِلَّٰهِۚ ٱلطَّيِّبَاتُ وَٱلصَّلَوَاتُ لِلَّٰهِۘ ٱلسَّلَامُ عَلَيْكَ أَيُّهَا ٱلنَّبِيُّ وَرَحْمَةُ ٱللَّٰهِ وَبَرَكَاتُهُۘ ٱلسَّلَامُ عَلَيْنَا وَعَلَىٰ عِبَادِ ٱللَّٰهُ ٱلصَّالِحِينَۘ أَشْهَدُ أَنْ لَا إِلَٰهَ إِلَّا ٱللَّٰهُ وَأَشْهَدُ أَنَّ مُحَمَّدًا عَبْدُهُ وَرَسُولُهُ
at-taḥīyātu li-llāhi, az-zākiyātu li-llāhi, aṭ-ṭayyibātu wa-ṣ-ṣalawātu li-llāhi. as-salāmu ʿalayka ayyuhā n-nabīyu wa-raḥmatu -llāhi wa-barakātuhu. as-salāmu ʿalaynā wa-ʿalā ʿibādi -llāhi ṣ-ṣāliḥīna. ʾashhadu ʾal lā ʾilāha ʾillā -llāhu wa-ʾashhadu ʾanna muḥammadan ʿabduhū wa-rasūluhu.
Приветствия Аллаху, чистота Аллаху, молитвы и лучшие слова Аллаху. Мир тебе, о Пророк, Милость Аллаха и Его благословение. Мир нам и благочестивым рабам Аллаха. Свидетельствую, что нет божества, кроме Аллаха, и свидетельствую, что Мухаммад — Его раб и Посланник.

### Шафиитский мазхаб
Версия, приписываемая Ибн Аббасу, используется Шафиитским мазхабом:

ٱلتَّحِيَّاتُ ٱلْمُبَارَكَاتُ ٱلصَّلَوَاتُ ٱلطَّيِّبَاتُ لِلَّٰهِۘ ٱلسَّلَامُ عَلَيْكَ أَيُّهَا ٱلنَّبِيُّ وَرَحْمَةُ ٱللَّٰهِ وَبَرَكَاتُهُۘ ٱلسَّلَامُ عَلَيْنَا وَعَلَىٰ عِبَادِ ٱللَّٰهِ ٱلصَّالِحِينَۘ أَشْهَدُ أَنْ لَا إِلَٰهَ إِلَّا ٱللَّٰهُ وَأَشْهَدُ أَنَّ مُحَمَّدًا رَسُولُ ٱللَّٰهِ
at-taḥīyātu l-mubārakātu ṣ-ṣalawātu ṭ-ṭayyibātu li-llāhi. as-salāmu ʿalayka ʾayyuhā n-nabīyu wa-raḥmatu -llāhi wa-barakātuhu. as-salāmu ʿalaynā wa-ʿala ʿibādi llāhi ṣ-ṣāliḥīna. ʾashhadu ʾal lā ʾilāha ʾillā -llāhu wa-ʾashhadu ʾanna muḥammadan rasūlu -llāhi.
Приветствия благословенные, молитвы и лучшие слова Аллаху. Мир тебе, о Пророк, и Милость Аллаха и Его благословение. Мир нам и благочестивым рабам Аллаха. Свидетельствую, что нет божества, кроме Аллаха, и свидетельствую, что Мухаммад — Посланник Аллаха!

## Шиитская традиция

### Джафаритский мазхаб
Шииты-двунадесятники джафаритского мазхаба читают ташаххуд так:

أَشْهَدُ أَنْ لَا إِلَٰهَ إِلَّا ٱللَّٰهُ وَحْدَهُ لَا شَرِيكَ لَهُ وَأَشْهَدُ أَنَّ مُحَمَّدًا عَبْدُهُ وَرَسُولُهُۘ‌ ٱللَّٰهُمَّ صَلِّ عَلَىٰ مُحَمَّدٍ وَآلِ مُحَمَّدٍ
ʾashhadu ʾal lā ilāha ʾillā -llāhu waḥdahū lā sharīka lahū wa-ʾashhadu ʾanna muḥhammadan ʿabduhū wa-rasūluhu. ʾallāhumma ṣalli ʿalā muḥammadin wa-ʾāli muḥammadin.
Свидетельствую, что нет божества, кроме Аллаха, Един Он, нет Ему сотоварища, и, что Мухаммад Его раб и посланник. Боже! Благослови Мухаммада и род Мухаммада!